# أندرو كيفر
أندرو كيفر هو سياسي أمريكي، ولد في 25 مايو 1832 في Mainz-Marienborn ‏ في ألمانيا، وتوفي في 1 مايو 1904 في سانت بول في الولايات المتحدة. نشط حزبياً في الحزب الجمهوري. وقد انتخب عضو مجلس نواب مينيسوتا ‏ وانتخب عضو مجلس النواب الأمريكي ‏.